# ХК Лександ
ХК Лександ (швед. Leksands Idrottsförening) професионални је шведски клуб хокеја на леду из града Лександа. Тренутно се такмичи у елитној хокејашкој СХЛ лиги Шведске. Клуб је основан давне 1919. године, а током историје у 4 наврата су освајали титуле националног првака Шведске.
Домаће утакмице игра у Тегера арени капацитета 7.650 седећих места за хокејашке утакмице.

## Историјат
Спортско друштво Лександ основано је 1919, док је хокејашка секција са такмичарским програмом започела 1938. године када је у првој такмичарској утакмици побеђена екипа ХК Море са 11:0. 
Иако је Лександ насеље са свега око 6.000 становника, просек гледалаца по утакмици хокејашког клуба је око 6.000, што ХК Лександ сврстава међу најпопуларније шведске клубове. 
Лександ је играо у елитној лиги Шведске пуних 60 година у низу, од 1951. до 2001. године, а највећи успеси остварени су у периоду између 1969. и 1975. када су освојене 4 титуле националног првака. У још 4 наврата пре реорганизације лиге 1975. клуб је играо у финалу националног плеј-офа (у сезонама 1958/59, 1963/64, 1970/71. и 1971/72). 
Након реорганизације лиге у три наврата су лигашки део сезоне завршавали на првом месту (1979/80, 1993/94. и 1996/97) али никада нису успевали да освоје титулу (иако су у сезони 1988/89. играли финале плеј-офа). Након испадања из лиге у сезони 2000/01. клуб је угравном играо на граници између прве и друге лиге, а последњи повратак у елитно такмичење остварили су у сезони 2012/13. када су освојили прво место у другој лиги, односно друго место у квалификацијама за СХЛ лигу. 

## Клупски успеси
- Национални првак: 4 пута (1968/69, 1972/73, 1973/74, 1974/75)
- Финалиста плеј-офа: 5 пута (1958/59, 1963/64, 1970/71, 1971/72, 1988/89)

## Повучени бројеви
| - 1 Кристер Абрахамсон - 2 Томас Јонсон - 2 Оке Ласас - 3 Вилгот Ларсон | - 6 Томи Абрахамсон - 8 Магнус Свенсон - 12 Матс Олберг | - 15 Дан Седерстрем - 18 Јонас Берквист - 22 Нилс Нилсон |

## Познати играчи
- Томи Салинен
- Вели-Мати Савинајнен